# Gentiana gelida
Gentiana gelida là một loài thực vật có hoa trong họ Long đởm. Loài này được M.Bieb. mô tả khoa học đầu tiên năm 1808.